# Коренева, Клавдия Петровна
Клавдия Петровна Коренева (по мужу Тенина; 29 октября (11) ноября 1902 год — 5 февраля 1972, Москва) — советская театральная актриса, народная артистка РСФСР (1970).

## Биография
Клавдия Петровна Коренева родилась 29 октября (11) ноября 1902 года. Окончила театральную студию. В 1924—1926 годах училась в ГИТИСе и одновременно играла в театре «Синяя блуза». 
С 1926 по 1972 год (с перерывом 1941—1945) играла в Московском театре для детей (позднее Центральный детский театр, сейчас Российский академический молодёжный театр). В 1941—1945 годах была актрисой Центрального театра Красной Армии и Московского театра драмы. Наряду с ролями подростков, составляющими основу её репертуара, играла молодых и пожилых женщин, создала ряд острохарактерных образов.
Выступала на эстраде. Озвучивала роли в мультфильмах, участвовала в радиопостановках для детей.
Активно участвовала в общественной деятельности, неоднократно избиралась членом партийного бюро театра.
Умерла 5 февраля 1972 года в Москве, похоронена на Химкинском кладбище.

### Семья
- Муж — актёр и педагог Борис Михайлович Тенин (1905—1990), народный артист СССР. Были женаты в 1920-х годах.

## Награды и премии
- Заслуженная артистка РСФСР (5.11.1947)[3].
- Народная артистка РСФСР (1970).

## Работы в театре
- «Баба-Яга — костяная нога» — Алёнушка
- «Белеет парус одинокий» по В. П. Катаеву — Гаврик
- «Волшебный цветок» — Старуха Ван
- «Гельголанд зовет!» — Луиза Штольц, вдова
- «Гусиное перо» — Товарищи Тютчевы
- «Девочка и апрель» — Бабушка
- «Дом под солнцем» — Анна Григорьевна
- «Друг мой, Колька!» А. Хмелика — Новикова Анна Николаевна
- «Её друзья» В. С. Розова — Ирина Игнатьевна, мать Светы
- «Изобретатель и комедиант» М. Н. Даниэля — Агнесса, дочь Ганса
- «Как закалялась сталь» — Мать Павла
- «Карусель» — Торговка рыбой, Мать
- «Коньки» — Клава, одноклассница Васи
- «Кошкин дом» С. Я. Маршака — Кошка
- «Красный галстук» — Шура Бадейкин, товарищ Валерия
- «Любовь Яровая» — Марья, крестьянка
- «На улице Уитмена» — Эдна, жена Рида
- «Негритёнок и обезьяна» Н. И. Сац и С. Г. Розанова — Обезьяна
- «Оливер Твист» — Миссис Корни
- «Рамаяна» — Мантхара, служанка Кайкейи
- «Репка» — Кротиха
- «Сказки» — Бабы («Про козла»)
- «Снежная королева» Е. Л. Шварца — Снежная королева
- «Том Сойер» — Миссис Харпер
- «Фриц Бауэр» Н. Сац и Селиховой — Фриц Бауэр
- «Хижина дяди Тома» Мэмми, невольница Легри
- «Про Дзюбу» Н. Сац — Дзюба
- «Мистер Бьюбль и червяк» С. Заяицкого — Таня
- «Мик» Н. Я. Шестакова — Мадам Ехидна
- «Золотой ключик» по А. Н. Толстому — Буратино
- «Дима и Вава» А. Барто и Р. Зелёной — Дима
- «Раздвоение личности» — Катенька
- «Баба Яга и Иванушка» — Хаврошечка
- «Белый пудель» — Трилли
- «На улице Уитмена» Мэксин Вуд[англ.] — Этна
- «Вперед, отважные!» А. Зака и И. Кузнецова — Прачка
- «Приключения Чиполлино» по Дж. Родари — Графиня Вишня

## Озвучивание мультфильмов
- 1938 — Ивашко и Баба-Яга — Ивашко[4]
- 1943 — Сказка о царе Салтане — ткачиха
- 1945 —  Теремок — Лягушка
- 1953 — Волшебный магазин — Витя Петров